# Kaltbrunn
Kaltbrunn es una comuna suiza del cantón de San Galo, ubicada en el distrito de See-Gaster. Limita al norte con las comunas de Ernetschwil y Gommiswald, al noreste con Rieden, al este con Ebnat-Kappel, al sureste con Schänis, al sur con Benken, y al oeste con Uznach.

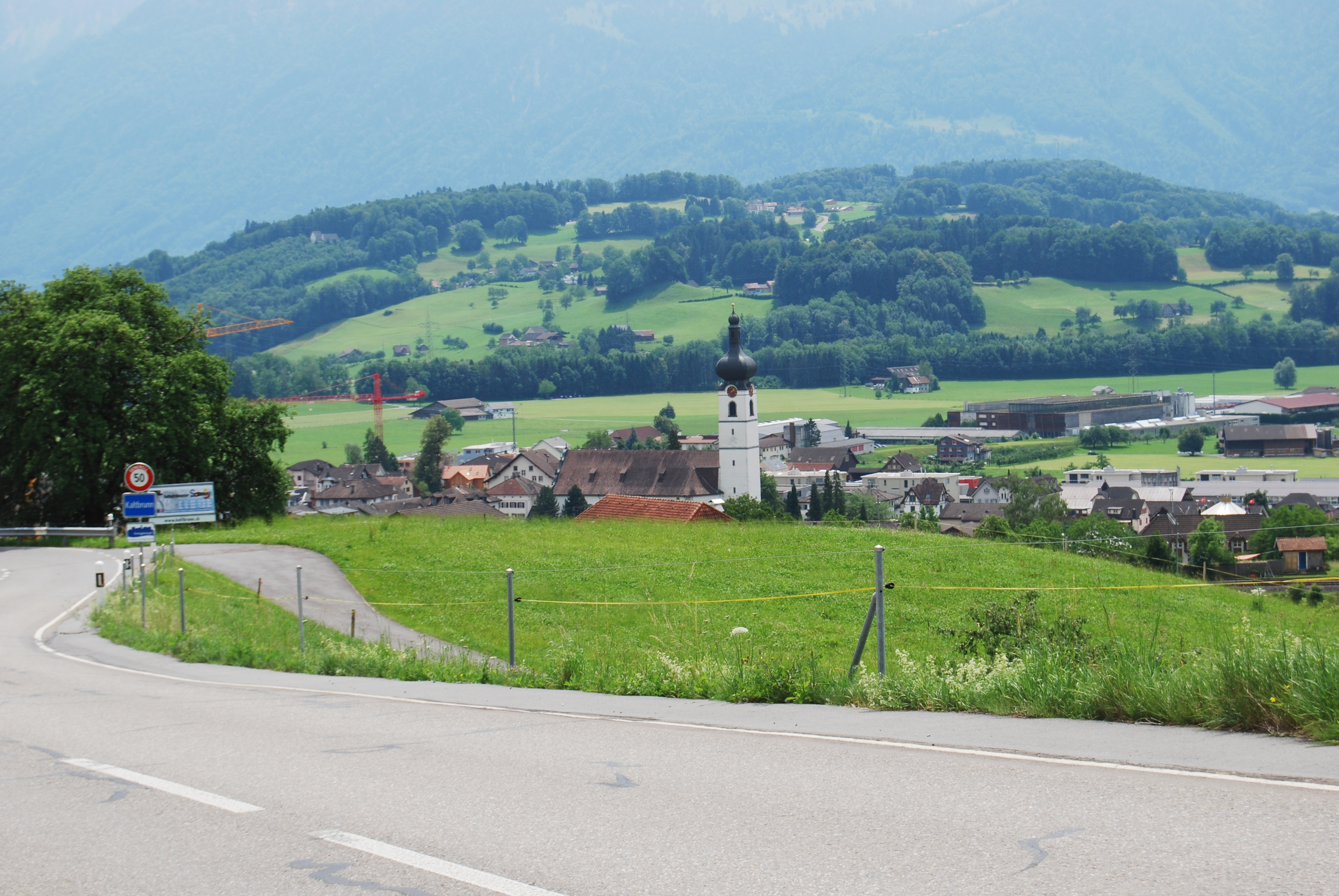
Kaltbrunn